# Керінчі
Керінчі (індонез. Gunung Kerinci, Gunung Gadang, Berapi Kurinci, Puncak Indrapura, англ. Mount Kerinci) — найвищий вулкан в Індонезії і найвища вершина острова Суматра, висотою 3805 м. Це один з найактивніших вулканів у країні за останні два століття. Проте його помірні, але видовищні виверження зробили його популярним серед туристів.

## Географія
Вулкан розташований в центральній частині острова Суматра, на кордоні округу Керінчі провінцій Джамбі та округу Південний Солок провінції Західна Суматра, за 1904 км на захід — південний-захід від найближчої вищої гори Кінабалу (4095 м), за 756 км на південний схід від другої за висотою гори острова Суматра — Леусер (3466 м), за 20 км на захід від вершини вулкана Туджух (2732 м) та за 51 км від південно-західного узбережжя острова.
Вулкан має абсолютну та відносну висоту 3805 м. Це найвища вершина острова Суматра та гірського хребта Букіт-Барісан. Вершина займає 33-тє місце у світі серед гір за відносною висотою, та 5-те місце — серед острівних гір. Має овальну основу з розмірами від 13 до 25 км, витягнуту в напрямку з південного заходу на північний схід, з похилішими північно-східними схилами. Гора є однією з принад місцевості національного парку Керінчі Себлат, з сосновими лісами, які ростуть на схилах на висоті до 2400-3300 метрів. На вершині діаметр близько 600 м, глибина до 400 м. В північно-східній частині кратера час від часу утворюється озеро. Складений переважно з андезитових лав.

## Вулканічна активність
Практично щороку вулкан робить помірні фреатичні виверження (за такого типу виверження викидаються гази, пара та уламки твердих древніх порід, а нова магма не вивергається).
Сильні виверження відбувалися в 2004 та 2009 роках. Останнє виверження почалося 31 березня 2016 і тривало до середини червня місяця. Висота викиду попелу 31 березня — 2 квітня та 4-5 квітня сягала 4,3-4,9 км.

### Історія вивержень
З моменту першого офіційно зафіксованого виверження у 1838 році вулкан Керенчі був джерелом численних помірних вивержень.
| Початок         | Закінчення       | VEI |                           | Початок            | Закінчення | VEI |
| 8 липня 1964    | 8 липня 1964 (?) | 2   | 31 березня 2016           | 14 червня 2016     | 2          |     |
| липень 1963     | невідомо         | 2   | 1 квітня 2009 (?)         | 19 червня 2009 (?) | 1          |     |
| липень 1960     | невідомо         | 2   | 24 березня 2008           | невідомо           | 1          |     |
| червень 1952    | червень 1952     | 2   | 9 вересня 2007            | 9 вересня 2007     | 1          |     |
| 19 січня 1938   | 18 березня 1938  | 2   | 22 червня 2004 (?)        | 24 жовтня 2004 (?) | 2          |     |
| 8 вересня 1937  | невідомо         | 2   | 12 травня 2001            | 27 серпня 2002 (?) | 2          |     |
| 30 серпня 1936  | 30 серпня 1936   | 2   | березень 1999             | вересень 1999      | 2          |     |
| 29 квітня 1936  | 29 квітня 1936   | 2   | 3 листопада 1998          | невідомо           | 2          |     |
| вересень 1923   | 1923 вересень    | 1   | 4 липня 1998              | 4 липня 1998       | 2          |     |
| травень 1921    | червень 1921     | 2   | серпень 1996              | жовтень 1996 (?)   | 1          |     |
| жовтень 1908    | 1909             | 2   | 31 грудня 1990 ± 365 днів | невідомо           | 2          |     |
| 23 березня 1887 | 30 березня 1887  | 2   | червень 1971              | червень 1971       | 1          |     |
| 11 грудня 1878  | невідомо         | 2   | 1969                      | 1970               | 2          |     |
| 1874 (?)        | невідомо         | 2   | 3 лютого 1968             | 18 березня 1968    | 2          |     |
| 1842            | невідомо         | 2   | 2 листопада 1967          | невідомо           | 2          |     |
| 1838            | невідомо         | 2   | 9 червня 1966             | 30 червня 1966     | 2          |     |